# きみがいるから
『きみがいるから』は、鶴久政治10枚目のシングル。
1994年7月21日、ポニーキャニオンから発売された。

## 収録曲
1. きみがいるから
（作詞：夏野芹子／作曲：鶴久政治／編曲：M&G）
2. NEVER GIVE UP!
（作詞：渡辺なつみ／作曲：鶴久政治／編曲：M&G）
3. きみがいるから（オリジナル・カラオケ）